# Sion (gora)
Sion [síjon] (hebrejsko הר צִיּוֹן, Har Tsiyyon) je grič v Jeruzalemu v Izraelu. Ime se je uporabljalo tudi kot sopomenka za Tempeljski grič. Na območju griča se nahaja veliko cerkva in številnih majhnih krščanskih in judovskih pokopališč. Polovica Siona zaobsega staro mesto. Na njegovem vrhu se nahaja grob kralja Davida.